# 德陽號驅逐艦
22°59′18.7980″N 120°09′22.8168″E / 22.988555000°N 120.156338000°E
德陽號飛彈驅逐艦（舷號：DDG-925），通常簡稱德陽艦，為中華民國海軍陽字號驅逐艦之一，其船隻原為美國海軍基靈級驅逐艦DD-837薩斯菲號（DD-837）。
經除役後，德陽號於2009年停泊臺南市安平區安平港，經轉型及規劃後以軍艦博物館名義對外開放參觀，當前該船艦為安平定情碼頭德陽艦園區的一部分，由臺南市政府文化局委外營運。

## 命名
該艦隻的原名「薩斯菲號」取自美國海軍軍官尤金·S·薩斯菲（Eugene S. Sarsfield，1902年4月19日－1943年7月11日），他在第二次世界大戰期間擔任驅逐艦艦長，因其英勇事蹟而獲得多項榮譽。
薩斯菲生於紐約布魯克林，1922年進入美國海軍學院，並於1926年6月3日畢業後獲任命為海軍少尉。他最初服役於內華達號戰艦、紐約號戰艦及測量艦哈尼拔號，隨後於1929年接受潛艇訓練，1930年則接受魚雷專業訓練。接下來四年間，薩斯菲先後服役於基爾號驅逐艦、阿貢號修理艦以及憲法號巡防艦。之後他調至第三海軍區任職，1935年7月起加入巴傑號驅逐艦服役，並於1937年9月返回紐約，隨後兩年於第三海軍區擔任海軍後備軍訓練官。
1940年6月10日，他上任基爾尼號驅逐艦的副艦長與導航官。1941年10月17日，基爾尼號於冰島近海遭德軍魚雷攻擊，薩斯菲因在惡劣條件下展現出的「領導力、個人勇氣與創造性問題解決能力」而受到海軍部長弗兰克·诺克斯表揚。1941年12月8日，薩斯菲接任驅逐艦麥多克斯號艦長。1942年10月3日，他被指派負責新艦馬多克斯號的裝備監督工作，並於同日擔任該艦成軍時的首任艦長。
1943年5月6日，馬多克斯號在大西洋護航任務中發現一艘潛伏的敵潛艦，並施行兩次準確的深水炸弹攻擊。第一次攻擊即對潛艦造成損傷，第二次攻擊後，潛艦一度倒立浮出水面，推測可能被擊沉。薩斯菲因該役展現出的卓越指揮能力，獲頒「功績勳章」（Legion of Merit）。1943年7月10日，盟軍發動西西里島登陸行動期間，馬多克斯號單獨前往支援杰拉灘頭作戰，途中遭到德國空軍第54轟炸聯隊一架Ju 88轟炸機攻擊。該艦被一枚直擊彈與兩枚近失彈重創，迅速下沉。薩斯菲中校在艦上指揮人員撤離行動，協助9名軍官與65名士兵逃生，在284名船員中成功救出部分人員。他本人則在船沉後失蹤，並於翌日（7月11日）被正式宣告死亡。美國海軍追授其海軍十字勳章表彰其行為與領導精神。

## 艦歷
薩斯菲號為紀念在第二次世界大戰中殉職的尤金·S·薩斯菲中校而命名。該艦於1945年1月15日在緬因州巴斯的巴斯钢铁厂動工建造，並於同年5月27日下水，由薩斯菲的遺孀主持命名儀式。該艦於1945年7月31日在波士頓海軍造船廠正式服役。

### 美國海軍

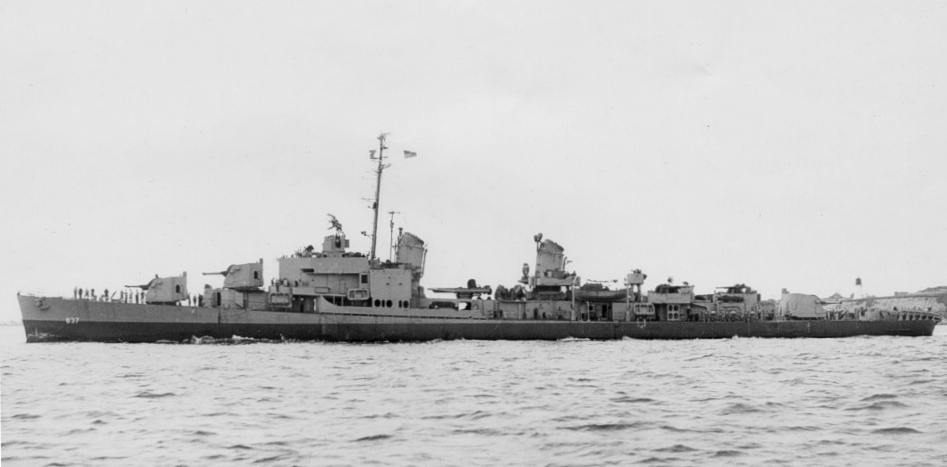
服役不久的薩斯菲號，約攝於1945年

完成裝備後，薩斯菲號於1945年8月24日啟航前往古巴关塔那摩湾展開試航訓練。9月30日返抵波士顿，進行試航後調整。10月25日啟航前往紐約市，參加海军节慶祝活動。隨後在切薩皮克灣－維吉尼亞角海域進行訓練，至12月13日進入布魯克林海軍造船廠，安裝實驗性設備。
1946年2月1日，該艦自紐約啟航，前往佛羅里達州基韋斯特，並於2月4日抵達，開始為期二十年的美國海軍作戰測試與評估部隊服務，附屬於大西洋艦隊的水面反潛發展分遣隊（Surface Antisubmarine Development Detachment）。在此期間，薩斯菲號參與各式新型武器與裝備的測試與評估，並定期前往加勒比海與墨西哥灣進行訓練巡航。1950年，她支援了卡纳维拉尔角東部試驗場任務，協助美國陸軍測試兩枚Bumper火箭——這些為改裝自德國V-2火箭、加裝上級段的實驗性火箭。薩斯菲號在第一次發射中部署於距岸約一至兩英里的海面，並利用Mk.25火控系統進行雷達與光學追蹤。

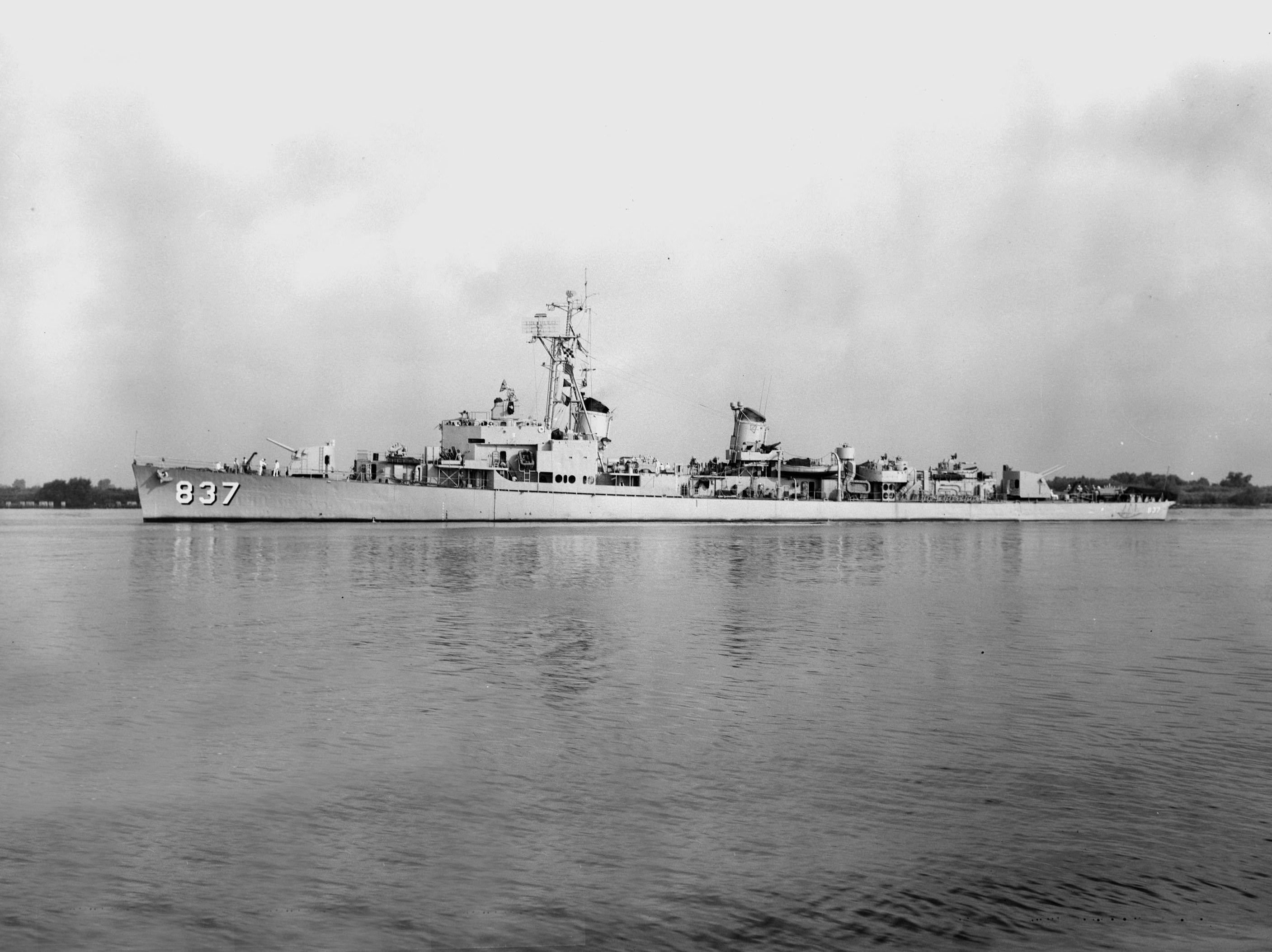
1952年8月30日，航行中的薩斯菲爾德號驅逐艦（DD-837）。

除了為作戰發展部隊效力外，薩斯菲號亦支援其他研究機構的任務。1947年2月9日至14日，她曾為佛羅里達州巴拿馬市的海軍水雷對抗研究站（Naval Mine Countermeasures Station）提供服務；1953年9月3日至1954年10月18日，支援康乃狄克州新倫敦的水下聲納實驗室（Underwater Sound Laboratory）；1955年7月8日至8月4日間則從羅德島州紐波特執行任務。
1956年，該艦曾接待貴賓，於基韋斯特外海進行反潛作戰演示。1957年，她在諾福克海軍造船廠進行大修。1958年2月6日，薩斯菲號加入駐南卡羅來納州查爾斯頓的第14護航艦隊（Escort Squadron 14），參加反潛演習。1958年初，她擔任雷伊泰號航空母艦的飛機護航艦，隨後於2月15日重返基韋斯特，繼續作戰發展部隊的任務。
1958年秋季，薩斯菲號再次進入查爾斯頓海軍造船廠接受整修。1959年1月5日出港後，前往關塔那摩灣進行為期五週的再訓練，結束後返回基韋斯特，繼續進行實驗性任務。

### 水星計劃
1961年1月，薩斯菲號仍持續從事反潛偵測與摧毀系統的測試任務，直至該月被派遣至古巴關塔那摩灣執行岸轟任務。隨後，由於加勒比地區局勢再度動盪，美國海軍於6月再次部署艦隊，薩斯菲號遂在伊斯帕尼奥拉岛外海巡弋。9月，該艦在大西洋擔任「水星计划」的太空艙回收艦。1962年1月，薩斯菲號再次參與水星計畫，這次被部署至非洲沿海擔任支援任務。同年8月，該艦進入波士頓海軍造船廠，展開為期近一年的「舰队重整与现代化」工程。至1963年6月離開波士頓前，她獲得多項新武器系統，包括反潛火箭（ASROC）、無人反潛直升機（DASH）、遠距離空中搜索雷達與長程聲納裝置。
整修完成後，薩斯菲號前往關塔那摩灣接受再訓，隨後抵達查爾斯頓，進行為期六個月的進一步武器與聲納改裝。這些改裝結束後，她巡航加勒比地區，然後返回關鍵西（Key West）並再次隸屬於海軍作戰測試與評估部隊，持續擔任測評艦艇至1966年。7月15日，薩斯菲號再度進廠整修，此次重點為聲納與雷達系統的更新。1967年1月30日整修完成，2月7日返回關鍵西，並於當月餘下時間前往關塔那摩灣展開再訓。4月，她加入航空母艦「福瑞斯特號」（USS Forrestal）進行反潛作戰演習，5月1日返回關鍵西，支援艦隊聲納學校訓練任務。6月與7月期間，薩斯菲號參與多項艦隊演訓與北約「Lashout」演習。9月21日，她自關鍵西啟航前往地中海，並於12月17日返航。
1968年初，薩斯菲號在維吉尼亞海岬（Virginia Capes）與加勒比海從事演訓任務。同年7月，她部署至中東地區，沿非洲與印度洋沿岸航行，造訪多座港口。此役期間，薩斯菲號亦有機會與衣索比亞帝國海軍及法国空军展開一次即興聯合演習。12月30日，她起航返回西半球，並於1969年1月10日抵達佛羅里達州梅波特。
薩斯菲號於1969與1970年持續留在西半球執行任務。1969年前七個月，她恢復在加勒比與大西洋的例行操作。7月28日，該艦開始參與「UNITAS X」演習，這是一項美洲多國海軍聯合軍演，參與國包括美國、巴西、阿根廷、哥倫比亞、智利、厄瓜多、秘魯、委內瑞拉與烏拉圭。在巡訪上述各國港口並完成演習後，薩斯菲號於12月返回梅波特，準備進廠整修。
1970年1月至6月間，該艦於南卡羅來納州查爾斯頓接受整修。6月，她再次前往關塔那摩灣進行為期八週的再訓，完成後返回梅波特，展開當年度餘下的本地任務。1971年1月，薩斯菲號再度部署至中東地區，並於2月進入印度洋。當地局勢正日益緊張：孟加拉解放戰爭於3月爆發，並在12月引發印巴戰爭。至6月29日，薩斯菲號返回梅波特，接續1971年下半年與1972年前三個月的常規任務。

### 越戰

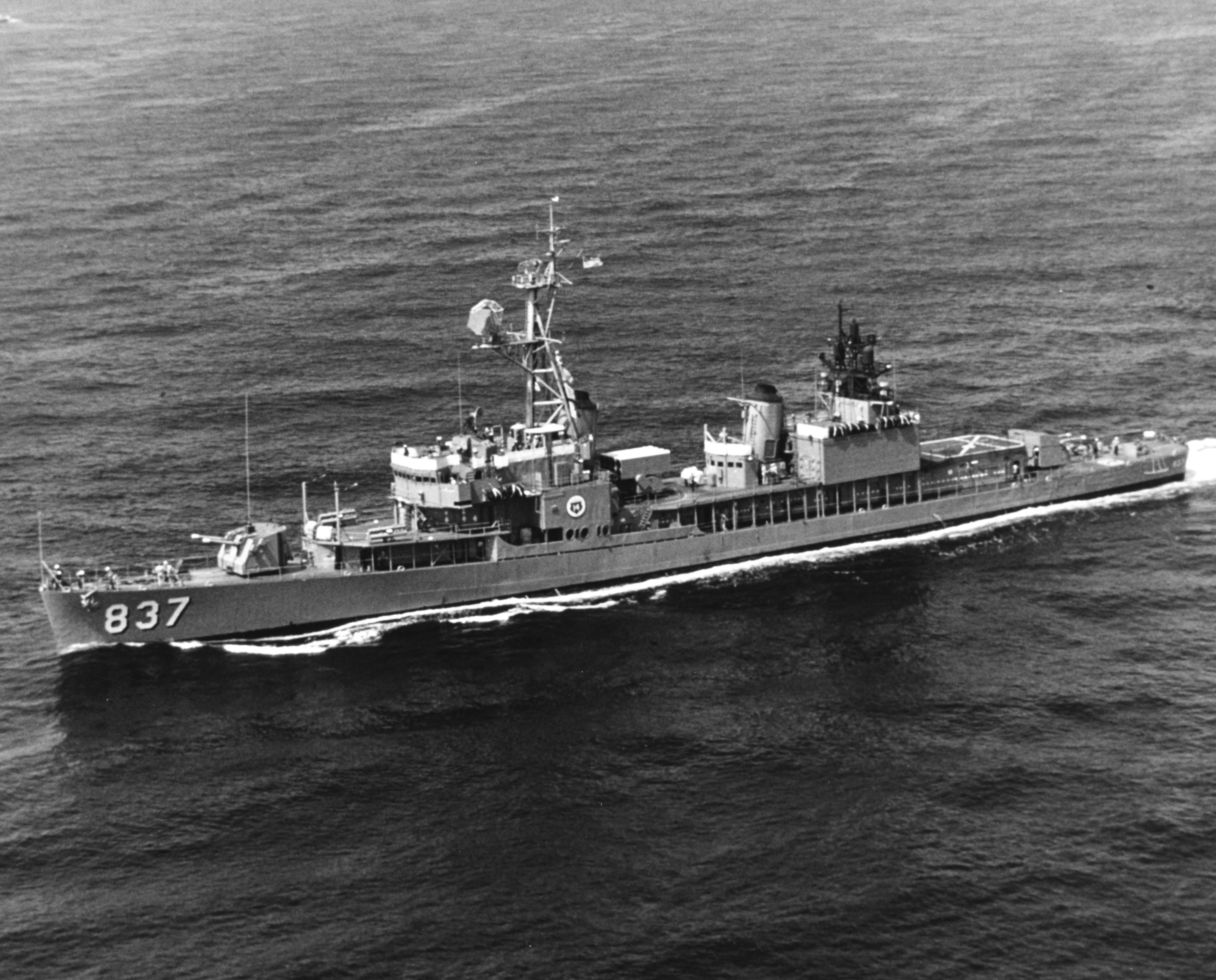
薩斯菲號駛往奧古斯塔灣（西西里島），攝於1973年7月23日。

1972年4月13日，薩斯菲號展開一次全新的部署。她經由巴拿馬運河航行，於5月11日抵達菲律賓的蘇比克灣。整個夏季於東京灣執行任務，先後擔任薩拉托加號航空母艦的護航艦，並巡弋於海南島海域。期間，她也參與了多次對岸砲擊行動。9月12日，薩斯菲號離開火線，先後在香港（9月15日至21日）和日本橫須賀市（9月25日至29日）停靠，進行短暫休整，隨後啟程返回美國。
她於10月13日抵達聖地牙哥，21日再度通過巴拿馬運河，並於10月25日返回母港佛羅里達州梅波特（Mayport），恢復當地作業。此段部署持續至1973年5月29日，當日她啟航前往地中海，加入美國第六艦隊。自5月起，她隨第六艦隊航行至9月22日，通過直布羅陀海峽後，加入北約部隊，於比斯開灣及北海進行聯合演習。10月10日，她進入福斯灣（Firth of Forth），隔日停泊於蘇格蘭愛丁堡。兩日後，因中東爆發第四次中东战争，薩斯菲號奉命與約翰·甘迺迪航空母艦一同重返地中海，火速前往東地中海。歷經一個多月的緊張局勢後，薩斯菲號於11月14日抵達希臘雅典，進行為期五天的艦隊補給與船員休假。
11月18日，她奉命再度與約翰·甘迺迪號會合，並一同返回美國。12月1日，她返回梅波特海軍基地，隨後進入整備與休整階段，並持續停留至1974年5月，重新投入大西洋沿岸作業。1974年6月14日，因不滿艦上指揮體系存在種族歧視，幾乎所有少數族裔水兵佔據艦艉，拒絕執行泊船時的繫纜命令。當時薩斯菲號正於查爾斯頓海軍基地，在逆風條件下嘗試停靠。在艦上軍紀官兵包圍與副艦長逐一下令後，大多數示威水兵返回各自船艙。但仍有七人拒絕離開艦艏，並擅自離艦。這七名水兵最終被逮捕，原本被控以叛變等重罪，但最終在佛羅里達州傑克遜維爾海軍航空站舉行的聯合普通軍事法庭中，被判較輕罪名成立。
1974年秋季，薩斯菲號自梅波特出發，參與北約聯合演習「Northern Merger」，期間造訪英國普利茅斯、蘇格蘭愛丁堡及西德呂貝克等地。
1975年7月27日至1976年1月27日，薩斯菲號展開地中海巡航，先後停靠直布羅陀、巴塞隆納、瓦倫西亞、羅塔、阿爾赫西拉斯（以上為西班牙）、錫拉庫薩、陶尔米纳（西西里島）、那不勒斯（義大利）、帕爾馬（馬略卡島）、雅典等地。她亦通過博斯普魯斯和達達尼爾海峽，與貝爾納普號巡洋艦一同航行至黑海。
1976年，薩斯菲號於切薩皮克灣進行砲術訓練，並於南卡羅來納州查爾斯頓海軍船塢短暫維修。1976年至1977年冬季，她隨富蘭克林·羅斯福號航空母艦戰鬥群進行最後一次地中海部署，訪問港口包括西班牙羅塔、義大利那不勒斯、西西里島特拉帕尼（協助當地水災災後重建）、希臘卡拉馬塔（在當地孤兒院舉辦聖誕節美式漢堡派對）、突尼西亞斯法克斯、帕爾馬以及摩洛哥。此外，她還曾在埃及外海錨泊，與數十艘俄羅斯艦艇共同監控潛艦活動，並積極參與富蘭克林·羅斯福號戰鬥群的作戰任務。返回美國後，許多中華民國海軍人員登艦進行實習，學習艦艇操作。

### 德陽艦時期

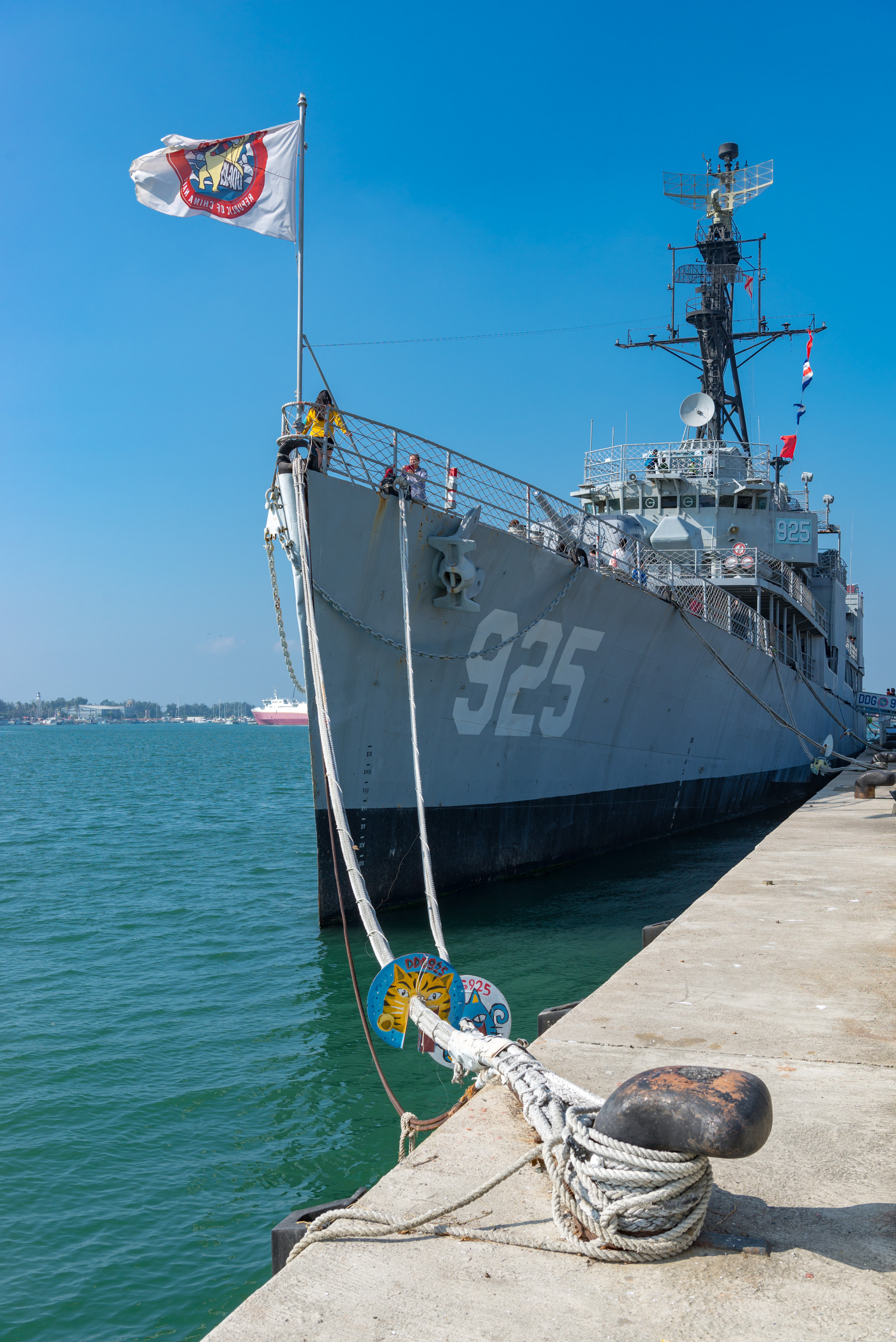
目前作為博物館使用的德陽號。

1977年10月1日，薩斯菲號正式自美國海軍艦籍名錄除名，並於同日於美國佛羅里達州梅波特海軍基地移交中華民國海軍服役，移交，時任海軍總司令鄒堅上將命名為德陽號，舷號DDG-925，由首任艦長陳寬淳上校率接艦海軍官兵赴美執行接艦任務，於民國67年（1978年）1月30日返抵國門，主要擔任臺灣海峽偵巡、外島運補護航、巡弋警戒及各項演訓等任務，服役時安裝升級武進三型作戰系統。船艦全長119公尺、寬度12公尺，重量約有兩千公噸。曾於1994年及1995年納編敦睦遠航訓練支隊（1994年：馬來西亞 納閩島、印尼 泗水 (印尼)港、新加坡、菲律賓 馬尼拉；1995年：印尼 峇里島、新加坡）。在中華民國海軍服役28年。
民國94年（2005年），因艦體及大部分裝備均老舊，德陽艦於4月1日奉命除役。經臺南市政府及多方單位努力下，德陽艦民國98年（2009年）1月22日停泊於安平港口，成為首座除役軍艦，並自民國100年（2011年）規劃作為軍艦博物館「安平定情碼頭德陽艦園區」之名對外開放參觀，換回服役早期武裝構型進行展示。此後，德陽艦於2014年8月委外由晴天行銷有限公司經營管理。

## 展覽

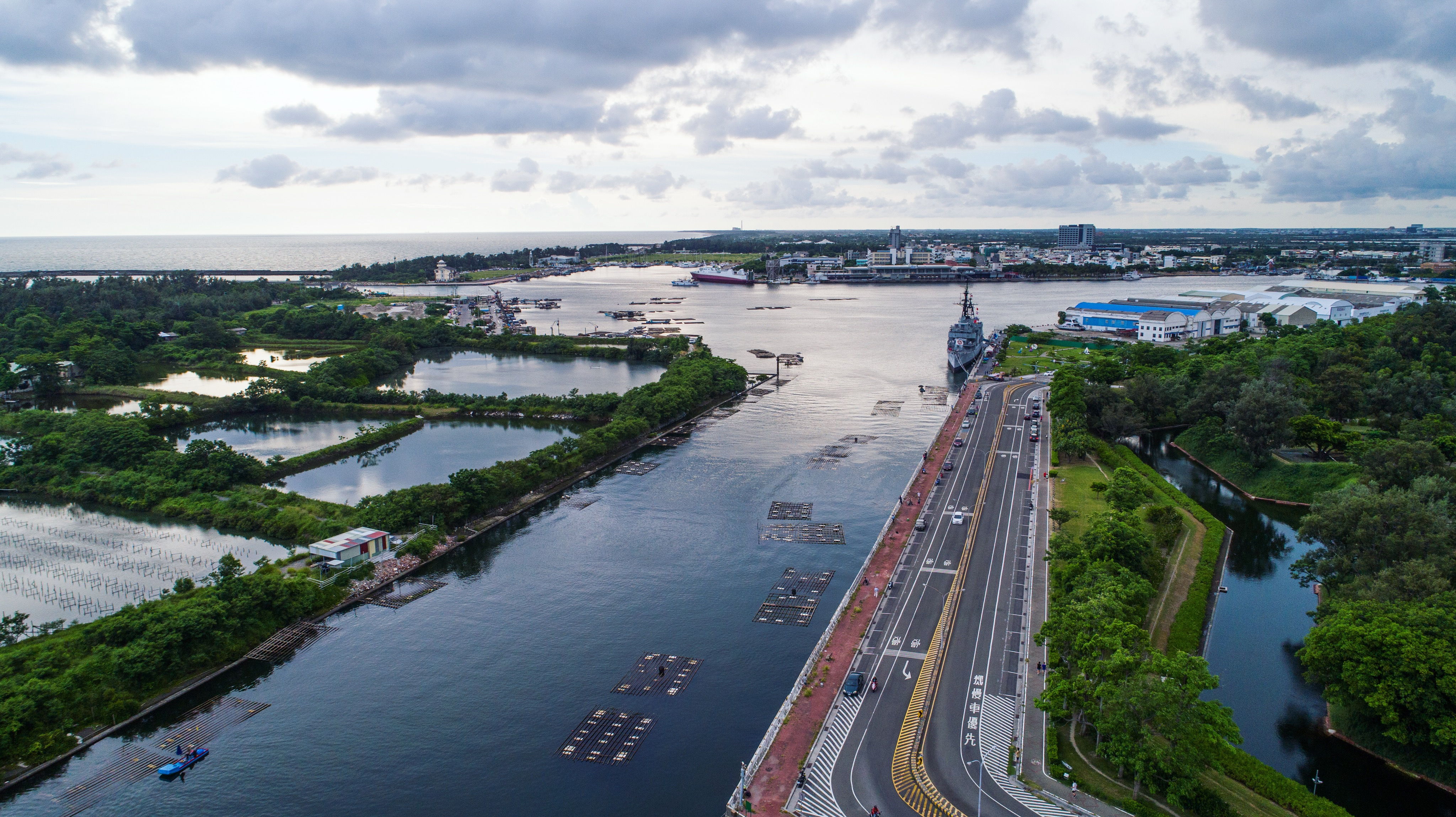
鳥瞰位於安平港的德陽艦。

當前，德陽艦作為德陽艦園區主館舍提供參觀者參觀，艦上開放區域包括魚雷甲板、艦長室、戰情室、海圖室、雷達發射間等十座艙間。內部設有對船艦展設展及陽字號驅逐艦群成立歷史沿革背景。
艦上亦設有多種武器展示，包括鯨型小艇、雄風一型反艦飛彈、5吋38倍徑砲、ASROC反潛火箭發射座、Mk 32型水面船艦魚雷管發射座、CR-201干擾火箭發射座及深水炸彈投放軌等，共十二項武器裝備。園區內除德陽艦外，亦展示S-2T反潛機、F-5F戰鬥機、M8自走炮榴炮車及M5A1輕戰車。

### 爭議
2011年，德陽號改裝為軍艦博物館開幕期間，由於當時軍艦老舊退役，但部分武進三型作戰系統升級時，所採用的新武器裝備仍未落伍，因此都拆下重新利用。因此只好裝上舊式武器系統，但改裝的雄風一型反艦飛彈等都是德陽艦從未用過的裝備。

## 外部連結
- 安平定情碼頭德陽艦園區 （页面存档备份，存于）
- 薩斯菲號在NavSource海軍歷史照片庫的資料 （页面存档备份，存于）